# Флаг Северной Каролины
Флаг Се́верной Кароли́ны (англ. Flag of North Carolina) — один из государственных символов американского штата Северная Каролина.
Флаг представляет собой прямоугольное полотнище состоящее из двух горизонтальных полос — красной и белой — и широкой вертикальной синей полосы у древка, в середине которой находится белая пятиконечная звезда, слева и справа от которой находятся жёлтые буквы N и C соответственно. Сверху и снизу — жёлтые ленты. На верхней чёрным написано May 20th, 1775 (с англ. — «20 мая 1775»), на нижней — April 12th, 1776 (с англ. — «12 апреля 1776»). Современный флаг представляет собой флаг времён Гражданской войны с изменённым расположением цветов, добавленными буквами NC и изменённым текстом.

## История флага
Первый флаг штата был принят 20 мая 1861 года, в день выхода штата из Союза и в основном использовался вооружёнными формированиями штата, принимавших участие в боях Гражданской войны. Первые десять полков (позже получившие номера с одиннадцатого по двадцатый) получили шёлковые флаги, изготовленные частным подрядчиком из Норфолка. На следующий год для них были изготовлены шерстяные и хлопковые флаги.
Флаг представлял собой прямоугольное полотнище, разделённое на две равновеликие горизонтальные полосы — синего и белого цветов, с красной полосой у древка, в центре которой изображалась белая звезда и надписи сделанные полукругом — May 20th, 1775 (с англ. — «20 мая 1775») выше звезды и April 12th, 1776 (с англ. — «12 апреля 1776») ниже её. Длина флага больше его ширины на 1/3.
9 марта 1885 года был ратифицирован закон, утвердивший новый флаг штата. Он отличался от нынешнего флага пропорцией, составлявшей 3:4 (ныне 2:3), и шириной синей полосы, составлявшей 1:4 от длины флага (ныне 1:3). Нынешний флаг был утвержден в 1991 году.